# 三都大官
三都大官（さんとたいかん）とは、中国北魏の前期に設置されていた官職。
中都大官・内都大官・外都大官の3つの職の総称であり、鮮卑など北方民族の裁判を担当した。

## 解説
代および北魏の主要構成部族である鮮卑では、元来、罪を犯した者は各部衆の中でその部衆を束ねる部族長によって裁かれ、その部衆の範疇を超えるものは複数の部衆を束ねる王の主宰の元に裁きを行うというしきたりがあった。これを踏まえて、北魏の裁判制度に取り入れられたのが三都大官である。最初は都坐大官と称され、その後の明元帝の時代に内都・中都・外都の3つに分割された。三都は鮮卑などの北族の裁判を担当し、漢族の裁判は廷尉が担当した。
北魏における北族の裁判は、罪を犯した者がいた場合。
1. まずその部衆の中で裁定が行われる。
2. 部衆の範疇を超える場合に三都がその罪を判定する。
3. 三都が死刑と判定した場合は、更に皇帝の元へ上げられ、皇帝の判断により刑の是非が可決される。

という三つの段階に分けられる。
後の孝文帝の太和年間（西暦477-499年）に三都は廃止され、裁判は北人・漢人問わずに大理の元に一本化されることになった。のであるが、現実には北人の反発により妥協を余儀なくされ、北人の裁判を担当する尚書三公郎中の役職が新たに設けられ、これの隣席無くしては北人の裁判を行うことができないとされた。